# Dschadal
Dschadal (arabisch جدل, DMG ǧadal ‚Streit, Disput, Wortstreit‘) ist ein Begriff der islamischen Theologie und Rechtstheorie, der zur Bezeichnung geregelter verbaler Auseinandersetzungen über religiöse Streitfragen verwendet wird. Zwar kommt der Begriff bereits im Koran vor, doch hat er seine spezifische terminologische Bedeutung erst Ende des 8. Jahrhunderts erhalten, als die Topik von Aristoteles ins Arabische übersetzt wurde.
Da es unter den Muslimen religiöse Vorbehalte gegenüber dem Dschadal gab, bemühten sich seine Befürworter, den Nachweis zu erbringen, dass bereits der Koran die Gläubigen dazu anhält, sich im Wortstreit zu engagieren. Einer der wichtigen Textbelege, die zum Nachweis für die Zulässigkeit und Notwendigkeit des Dschadal angeführt wurde, war Sure 16:125: „Rufe auf zum Wege deines Herrn mit Weisheit und mit schöner Predigt und streite mit ihnen auf gute Weise (wa-ǧādilhum bi-llatī hiya aḥsanu)“. Darüber hinaus verwies man aber auch auf die an vielen Stellen erkennbare argumentative Struktur koranischer Rede.
Ab dem 9. Jahrhundert verfassten verschiedene muslimische Gelehrte Werke, in denen sie unter Rückgriff auf den Koran und die griechische Dialektik Regeln und Voraussetzungen für den Dschadal formulierten. Anstelle von Dschadal wird manchmal auch die Wortform Dschidāl (ǧidāl) verwendet, die der koranischen Ausdrucksweise noch näher steht.

## Definition und sprachliche Ableitung
Ibn Wahb al-Kātib, der Verfasser eines arabischen rhetorischen Handbuchs für Staatsbeamte aus dem 10. Jahrhundert, definierte Dschadal als die Rede, mit der man bei einer Sache, bei der die Disputierenden unterschiedlicher Ansicht sind, die Erbringung des Beweises bezweckt. Sie komme bei der Auseinandersetzung zwischen den verschiedenen Lehrrichtungen und Religionen, bei Rechtsstreitigkeiten und Prozessen und bei der Verteidigung gegen Anschuldigungen zum Einsatz.
Das arabische Substantiv Ǧadal ist das Verbalsubstantiv von dem arabischen Verb ǧadala, yaǧdu/ilu abgeleitet, das die Grundbedeutung „(einen Strick) festdrehen, festziehen, (einen Zopf) flechten“ hat. Für die semantische Entwicklung des Begriffs ist allerdings der dritte Stamm ǧādala, yuǧādilu mit dem Verbalsubstantiv ǧidāl bzw. muǧādala noch wichtiger. Er hat die Bedeutung „streiten, disputieren, debattieren“, kommt an zahlreichen Stellen im Koran vor, und hat semantisch auf den Begriff ǧadal abgefärbt, so dass dieser zur Bezeichnung verschiedener Arten verbaler Auseinandersetzungen wie Debatten, Dispute, Diskussionen, Kontroversen und Streitereien geworden ist.
Der aschʿaritische Gelehrte Ibn Fūrak (gest. 1015) erklärte den semantischen Zusammenhang zwischen der Grundbedeutung „festziehen“ des Verbs ǧadala und der etablierten Bedeutung von ǧadal damit, dass der Disputant beim Disput auf die „Festigung seiner Methode“ (iḥkām ṭarīqati-hī) aus sei und den Zweck verfolge, seinen Gegner von dessen Meinung abzubringen und auf die eigene Seite zu ziehen. Außerdem erwägt er, dass man das Wort auch von dem arabischen Begriff ǧadāla („Boden“) ableiten könne, weil der Disputant seinen Gegner so niederzuringen versuche, wie ein Ringer seinen Gegner zu Boden werfe. Der hanbalitische Gelehrte Ibn ʿAqīl (gest. 1119) betonte dagegen bei der Herleitung des Wortes stärker den Aspekt des Drehens. Dschadal sei „das Wegdrehen des Gegners von dessen Lehrrichtung zu einer anderen Lehrrichtung mit dem Mittel des Arguments“ (al-fatl li-ḫiṣm ʿan maḏhab ilā maḏhab bi-ṭarīq al-ḥuǧǧa), so wie man einen Strick dreht.

## Geschichte der Dschadal-Literatur

### Der Impuls der griechischen Philosophie
Zwar kommt der arabische Begriff ǧadal auch zwei Mal im Koran vor (Sure 43:58 und Sure 18:54), doch setzte eine intensivere Beschäftigung mit ihm erst Ende des 8. Jahrhunderts ein, als der abbasidische Kalif al-Mahdī (reg. 775-785) die Topik von Aristoteles ins Arabische übersetzen ließ. Im Arabischen erhielt dieser Text den Titel Kitāb al-Ǧadal („Buch des Disputs“). Dschadal wurde somit zum philosophischen Fachbegriff für die Dialektik. Mehrere muslimische Philosophen, darunter al-Fārābī und Avicenna, verfassten später eigene Werke zum Dschadal im Sinne der Dialektik.
Der Theologe Abū l-Hasan al-Aschʿarī sah eine große Nähe zwischen Dschadal und  Spekulation (naẓar). Sie stimmten seiner Auffassung insofern überein, als der Disputant (al-muǧādil) ein Spekulierender (munāẓir) und Denker (mufakkir) ist und das anwendet, wohin ihn sein Denken führt. Ein Unterschied bestehe allerdings darin, dass Dschadal nur dann stattfinden könne, wenn mindestens zwei Personen beteiligt sind, während Spekulation bei einer einzigen Person erfolgen könne, weil sein Denken sich in Erwägung (iʿtibār), Überlegung (taʾammul) und Argumentation (istidlāl) ergehen kann.

### Dschadal im Dienste der Religion
Der osmanische Gelehrte Taschköprüzāde (gest. 1529) erklärte in seiner Enzyklopädie der Wissenschaften Miftāḥ as-saʿāda, dass „die Wissenschaft vom Dschadal“ (ʿilm al-ǧadal) eine Unterdisziplin der Logik (manṭiq) darstelle, jedoch speziell auf die religiösen Wissenschaften (al-ʿulūm ad-dīnīya) bezogen sei. Tatsache ist, dass Dschadal im Sinne von Dialektik von Anfang an in den Dienst der Religion gestellt wurde. Al-Mahdī, der Aristoteles’ Topik ins Arabische übersetzten ließ, beauftragte in dialektischer Disputation geschulte Theologen (ǧadalīyūn) damit, Bücher gegen Häretiker und Ungläubige abzufassen.
Im 9. Jahrhundert verfasste der muʿtazilitische Theologe Ibn ar-Rāwandī ein erstes Buch über die „Regeln des Dschadal“ (ādāb al-ǧadal), das in seiner Zeit sehr stark rezipiert wurde, aber heute verloren ist. Zu diesem Werk schrieben der Muʿtazilit Abū l-Qāsim al-Balchī und der Philosoph al-Fārābī Widerlegungen. Abū l-Qāsim al-Balchīs Werk gab wiederum Anlass für eine Widerlegungsschrift von Abū l-Hasan al-Aschʿarī (gest. 931). Diese ist als Exzerpt in dem Werk Muǧarrad Maqālāt aš-šaiḫ Abī l-Ḥasan al-Ašʿarī von dem aschʿaritischen Theologen Ibn Fūrak (gest. 1015) erhalten, das sich am Ende sehr ausführlich mit Dschadal beschäftigt und dort die verschiedenen Redeformen beim Disput (Frage, Antwort, Einwand usw.) behandelt.
Das Konzept des Dschadal wurde auch von Theologen außerhalb des Islams rezipiert, so insbesondere von dem karäischen Juden Abū Yaʿqūb al-Qirqisānī (gest. ca. 950), der sich damit in seinem Kitāb al-Anwār wa-l-marāqib auseinandersetzte und auch Ibn ar-Rāwandīs Buch rezipierte. Darüber hinaus wurde der Dschadal um die Mitte des 10. Jahrhunderts in Büchern, die nicht als Beiträge zur Theologie konzipiert waren, ausführlich diskutiert, so zum Beispiel in der Einleitung  Weltchronik Kitāb al-Badʾ wa-t-tārīḫ („Buch des Anfangs und der Geschichte“) des Muʿtaziliten al-Mutahhar ibn Tāhir al-Maqdisī, der sein Werk 966 in Bust abfasste, und in dem rhetorischen Handbuch al-Burhān fī wuǧūh al-bayān des schiitischen Staatsbeamten Ishāq ibn Ibrāhīm Ibn Wahb al-Kātib.
Ibn Wahb al-Kātib grenzte in seinem Werk den Dschadal gegenüber der Erörterung (baḥṯ) ab. Während man beim Dschadal die Prämissen so wähle, dass der Gegner ihnen zustimmen könne, auch wenn diese für den Verstand (al-ʿaql) nicht evident seien, sei das bei der Erörterung anders, weil der Erörternde sich auf diejenigen Prämissen stütze, die seiner Meinung nach für den Verstand am evidentesten und klarsten sind. Beim Dschadal strebe man nach der Zustimmung des Gegners, bei der Erörterung dagegen nach dem Beweis. Als ein koranisches Beispiel für Dschadal in diesem Sinne verweist Ibn Wahb al-Kātib darauf, dass in Sure 3:93-94 die Juden aufgefordert werden, die Torah herbeizubringen, damit anhand ihres eigenen Textes ihre Aussagen zu den Speiseverboten widerlegt werden können.

### Übernahme des Dschadal in die Rechtswissenschaft
Zugleich wurde die Methode des Dschadal auch in die Rechtswissenschaft übernommen. Einer der ersten Rechtsgelehrten, der ein eigenständiges Werk zum Dschadal abfasste, war der transoxanische Schafiit Abū Bakr al-Qaffāl asch-Schāschī (gest. 976), allerdings hat sich dieses Werk nicht erhalten. Zu den Rechtsgelehrten aus späterer Zeit, die eigenständige Dschadal-Werke abfassten, gehörten der Schafiit Abū Ishāq asch-Schīrāzī (gest. 1083) und der Hanbalit Ibn ʿAqīl (gest. 1119). Asch-Schīrāzī verfasste zunächst ein längeres Kompendium über den Dschadal in der Rechtstheorie (al-Mulaḫḫaṣ fī l-ǧadal fī uṣūl al-fiqh), das er anschließend in einer kurzen Einführung für Anfänger mit dem Titel al-Maʿūna fī l-ǧadal zusammenfasste. Ibn ʿAqīl widmete zunächst den zweiten Teil seines magnum opus zur islamischen Rechtstheorie al-Wāḍiḥ fī uṣūl al-fiqh dem Dschadal und setzte sich hier sehr ausführlich mit al-Qirqisānīs Werk auseinander. Sodann verfasste er aber noch ein eigenständiges Kitāb al-Ǧadal. Ibn ʿAqīl hielt den Dschadal für einen wesentlichen Bestandteil der Ausbildung von Usūl-Gelehrten. Auch dem bekannten Gelehrten al-Dschuwainī (gest. 1085) wird ein Dschadal-Werk zugeschrieben, das den Titel Kāfiya fī l-ǧadal trägt, allerdings hat Daniel Gimaret in Zweifel gezogen, dass dieses Werk tatsächlich auf ihn zurückgeht.
Wie stark Dschadal später als ein Teilbereich der Usūl al-fiqh aufgefasst wurde, lässt sich daran erkennen, dass Ibn Chaldūn (gest. 1406) es in seiner bekannten Muqaddima in dem zugehörigen Kapitel behandelt. Ibn Chaldūn definierte Dschadal als die Kenntnis der Regeln der Diskussion (ādāb al-munāẓara), die zwischen den Anhängern der verschiedenen Rechtsschulen und anderen abläuft. Ihm war allerdings auch bewusst, dass Dschadal über die Rechtstheorie hinausreicht. So bemerkt er, dass es grundsätzlich zwei Methoden im Dschadal gebe, diejenige von Abū l-Yusr al-Bazdawī (gest. 1100), die sich auf die religionsrechtlichen Beweise aus dem Text, dem Idschmāʿ und Qiyās beziehe, und diejenige von Rukn ad-Dīn al-ʿAmīdī (gest. 1218), die allgemein für die Argumentation in allen Wissenschaften anwendbar sei. Die Dschadal-Werke von al-ʿAmīdī sind nicht überliefert, doch waren sie  Taschköprüzāde offenbar noch bekannt. Seiner Auffassung hatte al-ʿAmīdī darin den besten Weg im Dschadal gewiesen.

### Der Dschadal-Traktat von Nadschm ad-Dīn at-Tūfī
Die herrschende Unsicherheit über die wissenschaftliche Zuordnung des Dschadal spiegelt sich auch in dem Traktat ʿAlam al-ǧaḏal fī ʿilm al-ǧadal („Das Banner der Fröhlichkeit über der Dschadal-Wissenschaft“) des hanbalitischen Gelehrten Nadschm ad-Dīn at-Tūfī (gest. 1316), abgefasst zwischen November 1309 und Januar 1310. At-Tūfī teilt in seinem Werk mit, dass die Usūl-Gelehrten sich nicht darüber einig seien, ob der Dschadal einen Bestandteil der Usūl al-Fiqh oder aber eine gesonderte Disziplin bilde. Während einige Gelehrte wie al-Ghazālī letzteres angenommen hätten, gebe es andere, die den Dschadal zu den Ergänzungen des Qiyās zählten und damit zu einem Teil der Usūl al-Fiqh machten. At-Tūfī selbst sagt in seiner Einleitung, dass der Stoff der Dschadal-Wissenschaft die Usūl al-Fiqh seien, und ergänzt, dass sich Dschadal zu Usūl al-Fiqh wie Dichtung zu Sprache verhalte. Allerdings bricht er in seinem Werk immer wieder aus dieser thematischen Beschränkung aus. Bei der Darlegung der Argumentationsformen benutzt er zum Beispiel mehrfach Beispiele aus dem Kalām.
At-Tūfī nennt in seinem Werk auch primäre und sekundäre Grundelemente (arkān) des Dschadal. Zu den primären Grundelementen zählt er Frage und Antwort (as-suʾāl wa-l-ǧawāb), Argumentation (istidlāl) sowie die Einwände und die Methode zur Befreiung von ihnen (al-iʿtirāḍāt wa-waǧh at-taḫalluṣ min-hā), wobei er bemerkt, dass sich die drei Elemente zum Teil überschneiden. Als sekundäre Grundelemente des Dschadal nennt er 1. denjenigen, der das Argument liefert (ad-dāll), womit er vornehmlich Gott und den Gottesgesandten meint, 2. das Argument (dalīl), 3. den Argumentierenden (al-mustadill), 4. das Urteil, für das argumentiert wird (al-mustadall ʿalai-hī) und 5. denjenigen, für den argumentiert wird (al-mustadall la-hū), womit at-Tūfī denjenigen meint, der Einsprüche gegen die eigene Position erhebt.
Der Schlussteil des Werks enthält eine Liste von 27 Disputbeispielen aus der Zeit nach dem Tode des Propheten. Zehn Beispiele sind Dispute zwischen Sahāba bzw. Tābiʿūn über die Kalifatsfrage. Zweck dieser Beispielsammlung ist es, „das allgemeine Bedürfnis nach dieser Kunst“ bewusst zu machen und den Einfallsreichtum zu üben, „indem man die Fähigkeiten der Menschen, Antworten rasch bereit zu haben, studiert.“ Sieben Fälle sind Beispiele für Schlagfertigkeit, die im technischen Sinne keinen Bezug zum Dschadal aufweisen. At-Tūfī stellte damit den Dschadal in den größeren Rahmen allgemeiner menschlicher Verhaltensweisen. Er wollte auf diese Weise zeigen, dass Dschadal eine fast natürliche Fähigkeit der Menschen ist, so dass die Beschränkung auf die Usūl al-Fiqh als künstlich erscheinen muss.

## Die religiöse Auseinandersetzung über den Dschadal

### Dschadal-Ablehnung
Schon in der frühen Abbasidenzeit stieß Dschadal in frommen Kreisen auf Kritik. So wird Maʿrūf al-Karchī (gest. 815) mit den Worten zitiert: „Wenn Gott einem Menschen Gutes will, öffnet er ihm das Tor zur Tat (al-ʿamal). Wenn Gott einem Menschen Schlechtes will, öffnet er ihm das Tor zum Dschadal“. Eine der ersten Handlungen des Kalifen al-Muʿtadid nach seinem Herrschaftsantritt im Jahre 892 war ein Erlass, mit dem er neben Büchern über Philosophie und Kalām auch Bücher zum Dschadal verbot; die Buchhändler mussten einen Eid darüber leisten, solche Bücher nicht mehr zu verkaufen. Der Kalif kam mit diesem Erlass hanbalitischen Kreisen in Bagdad entgegen.
Auch  dem osmanischen Gelehrten Taschköprüzāde (gest. 1529) waren die Vorbehalte gegenüber dem Dschadal noch bekannt. Er zitiert in seiner Enzyklopädie Miftāḥ as-saʿāda wa-miṣbāḥ as-siyāda einen namenlosen Gelehrten mit der Aussage: „Hüte Dich vor der Beschäftigung mit diesem Dschadal, der nach dem Ableben der großen Gelehrten entstanden ist. Er entfernt den Menschen  vom Fiqh, lässt ihn seine Zeit verlieren, bringt Entfremdung und Feindschaft hervor. Und er gehört zu den Vorzeichen der Endzeit sowie der Aufhebung Wissenschaft und Fiqh.“
Die Ablehnung des Dschadal in den frommen Kreisen hing auch damit zusammen, dass ǧadal und damit zusammenhängende Wörter im Koran an den meisten Stellen negativ bewertet werden. Diejenigen, die die Gefahren des Dschadal betonten, beriefen sich dabei vor allem auf die folgenden koranischen Aussagen:
- „Als der Sohn Marias als Beispiel angeführt wurde, siehe da hob dein Volk Geschrei an über ihn, und sie sprachen: 'Sind unsere Götter besser oder er?' Nur um zu streiten (ǧadalan), führten sie dies an. Nein, sie sind ein streitsüchtiges Volk (qaum ḫaṣimūn)“ (Sure 43:57-58). Hier wird den Mekkanern, die dem altarabischen Polytheismus anhängen, vorgeworfen, dass sie mit Mohammed debattieren, als dieser ein Gleichnis über Jesus anführt.
- „Wir haben den Menschen in diesem Koran allerlei Beispiele abgewandelt. Jedoch ist der Mensch meistens auf Streit aus (wa-kāna l-insānu akṯara šaiʾin ǧadalan)“ (Sure 18:54). Hier wird der Vorwurf des Streitens in etwas abstrakterer Form vorgetragen.
- „Diejenigen, die über unsere Zeichen streiten (allaḏīna yuǧādilūna fī āyāti-nā), sollen wissen: Für sie gibt es nichts, wohin sie fliehen können“ (Sure 42:35).
- "Wenn sie mit dir streiten, sprich: "Ich habe mich Gott ganz ergeben, ich und wer mir folgt" (Sure 3:20).[33]

### Die Verteidigung des Dschadal mit dem Koran
Die Anhänger des Dschadal reagierten auf diese Angriffe damit, dass sie zwischen lobenswertem (maḥmūd) und tadelnswertem (maḏmūm) Dschadal unterschieden. Ibn Wahb al-Kātib meinte, dass der lobenswerte Dschadal derjenige sei, mit dem man nach Wahrheit (ḥaqq) strebe und der Aufrichtigkeit (ṣidq) diene, während man beim tadelnswerten Dschadal nur nach Streit (mumārāt) und Überlegenheit (ġalaba), nach Augendienst (Riyā') und Renommee (sumʿa) strebe. Als Beweis dafür, dass es einen lobenswerten Dschadal gibt, verwies er auf verschiedene Aussagen im Koran, in denen Wortstreit gelobt bzw. wertneutral behandelt wird, so zum Beispiel Sure 29:46: „Streitet mit den Buchbesitzern nur auf schöne Art“ (wa-lā tuǧādil ahla l-kitābi illā billatī hiya aḥsanu), Sure 16:125: „Rufe auf zum Wege deines Herrn mit Weisheit und mit schöner Predigt und streite mit ihnen auf gute Weise (wa-ǧādilhum bi-llatī hiya aḥsanu)“ und Sure 16:111: „ein Tag, da eine jede Seele für sich selber streitet“ (yaumu taʾtī kullu nafsin tuǧādilu ʿan nafsihā). Es habe, so meint Ibn Wahb, ein Konsens unter den alten Gelehrten darüber bestanden, dass derjenige, der sein Argument und Recht klar darlegen könne, Verehrung verdiene, derjenige aber, der dazu nicht imstande sei und auch keinen Beweis führen könne, als minderwertig betrachtet werde. Der Koran selbst vergleiche in Sure 43:18 Menschen, die sich im Streit nicht klar und deutlich ausdrücken können, mit Frauen und Kindern.
Auch der aschʿaritische Theologe Ibn Fūrak (gest. 1015) verwies bei seiner Verteidigung des Dschadal auf die positiven Aussagen zum Wortstreit im Koran (Sure 6:125; 29:46). Seiner Auffassung zeigten diese Aussagen, dass Dschadal eine legitime Methode der Wahrheitsfindung in der Theologie sei. Gott habe seinen Propheten darin unterwiesen und alle anderen Menschen dazu gedrängt, sich ein Beispiel an ihm zu nehmen. Ein Unterschied zu Ibn Wahb al-Kātib bestand darin, dass Ibn Fūrak wie Abū l-Hasan al-Aschʿarī Dschadal als philosophische Spekulation (naẓar) verstand. Er meinte, dass Spekulation in diesem Sinne beizeiten obligatorisch (wāǧib) und beizeiten den Status einer Empfehlung (nadb) oder freiwilligen Handlung (taṭauwuʿ) habe.
Die Herleitung der Notwendigkeit einer wohlverstandenen Dschadal-Anwendung aus dem Koran war auch das Anliegen von Nadschm ad-Dīn at-Tūfī. Im ersten Teil seines Werks versucht er den Nachweis zu erbringen, dass Dschadal eine Kollektivpflicht (farḍ kifāya) ist, und stützt sich dabei erneut auf Sure 16:125 und 29:46. Im fünften, nach eigener Aussage wichtigsten, Teil seines Werkes geht er dann nach Art eines thematischen Tafsīr-Werks den gesamten Koran durch und präsentiert Dispute (munāẓarāt) aus den verschiedenen Suren, die er dann mit dem technischen Vokabular der Dschadal-Wissenschaft interpretiert.
Als Beispiel für seine Vorgehensweise kann Sure 86:5-8 dienen, wo es heißt: „Der Mensch sehe doch, woraus er erschaffen wurde: Erschaffen wurde er aus Wasser, das hervorströmt, das zwischen Rückgrat und Rippen herauskommt. Siehe, er hat die Macht, ihn zurückzuholen.“ At-Tūfī erklärt zu dieser Passage, dass Gott hier seine Fähigkeit zur Wiederbelebung der Menschen am Tag der Auferstehung dadurch nachweise, dass er ihn an seine Fähigkeit zur Ersterschaffung des Menschen aus dem Samen von Mann und Frau erinnere. Mithin habe die koranische Argumentation hier die Form deduktiver Schlussfolgerung (istidlāl).
Die Auseinandersetzung mit den spezifisch koranischen Disputations- und Argumentationsformen (ǧadal al-qurʾān) wurde später zu einer eigenen Disziplin innerhalb der Koranwissenschaften (ʿulūm al-qurʾān). So haben Badr ad-Dīn az-Zarkaschī (gest. 1391) und Dschalāl ad-Dīn as-Suyūtī (gest. 1505), die beide Enzyklopädien über die Koranwissenschaft erstellten, darin jeweils ein Kapitel über den Dschadal des Korans aufgenommen.
Zu einem Gemeinplatz wurde außerdem die Unterscheidung zwischen löblichem und tadelnswertem Dschadal. Sie findet sich auch bei dem osmanischen Gelehrten Taschköprüzāde (gest. 1529). Er kommentiert in seiner Enzyklopädie der Wissenschaften das von ihm zitierte ablehnende Urteil zum Dschadal mit den Worten: „Das ausgewogene Urteil ist, dass gegen den Dschadal zur Aufzeigung des Richtigen entsprechend dem Koranwort 'Streite mit ihnen auf gute Weise!' nichts einzuwenden ist, weil er bei der Schärfung der geistigen Kapazitäten und der Verfeinerung der Gedanken helfen kann. Das, was die Gelehrten verboten haben, ist der Dschadal, mit dem man Zeit verliert und aus dem man keinen Nutzen zieht, und der meist mit gegenseitigem Neid und mit Rivalität verbunden ist, zwei Dingen, die nach der Scharia verboten sind.“

## Regeln und Voraussetzungen für den Dschadal
Mehrere Gelehrte erwähnen in ihren Werken Regeln für den Dschadal. Nach Meinung von Ibn Wahb al-Kātib zum Beispiel obliegt es dem Disputierenden,
- dass er die Wahrheit zu seinem Ziel macht und sich nicht durch seine eigene Argumentationsstärke dazu verleiten lässt, selbst Gesetze aufzustellen oder zu verwerfen, weil er sonst Gefahr läuft, Ketzerei (ilḥād) zu betreiben, und es ihm ergehen könne wie Ibn ar-Rāwandī.
- dass er sich nicht davon abhängig macht, wie viele oder wenige Anhänger eine bestimmte Lehrrichtung hat, keinen Taqlīd gegenüber einer Mehrheit betreibt und nicht dadurch, dass er dieser Mehrheit folgt, versucht, eine Spitzenposition in ihr zu erlangen, denn, so argumentiert Ibn Wahb, im Koran wird die Mehrheit getadelt und Minderheit gelobt, wie in Sure 38:24: „Tut der eine dem anderen Unrecht. – Nur die nicht, welche glauben und gute Werke tun, doch wie wenige sind das!“
- dass er sich dem Urteil des gebildeten Schiedsrichters (al-ḥakam al-fāḍil) nicht bei allem, was er macht, anschließt, weil dieser nicht sicher vor Fehlern ist, denn der Einsichtige kann irren und der Unwissende das Richtige treffen.
- dass er den Eifer (taʿaṣṣub) für die eigenen Vorväter aus seinem Herzen verbannt, denn im Koran (Sure 31:21) werden diejenigen, die dem folgen, was sie bei ihren Vätern fanden, getadelt.
- dass er nicht von jemandem, der eine richtige Lehrmeinung vertritt, pauschal alles annimmt und umgekehrt bei jemandem, der eine falsche Lehrmeinung vertritt, pauschal alles verwirft; vielmehr darf er jede einzelne Lehrmeinung nur aufgrund eines gültigen Arguments annehmen oder verwerfen.
- dass er nicht in solchen Zeiten disputiert, in denen sich die eigene Stimmung (mizāǧ) ändert und den Zustand der Ausgeglichenheit verlässt, weil eine zu starke Hitze zur Hast, zu mangelnder Zurückhaltung, zur Ungeduld und zu schnellem Verdruss führt, und umgekehrt zu starke Kälte zu Unaufmerksamkeit (sahw), Apathie, mangelndem Scharfsinn und einer Verlangsamung der Auffassungsgabe führt.
- dass er Hast vermeidet und bedachtsam vorgeht, weil Hast Fehler mit sich mitbringt, und nicht ungeduldig ist.[42]

Ibn Fūrak leitete aus den Schriften seines Lehrers Abū l-Hasan al-Aschʿarī folgende Regeln für den Dschadal ab:
- der Disputierende muss sich in der Weise verhalten, dass er das einhält, was Gott den Menschen im Zuge von al-amr bi-l-maʿrūf wa-n-nahy ʿan al-munkar aufgetragen hat.
- der Disputierende muss Wut, Zorn, zu lautes Sprechen und wildes Gestikulieren vermeiden und  möglichst ruhig und gelassen sein.
- Er muss sich davor in Acht nehmen, den Gegner verächtlich zu machen oder zu verspotten, wer auch immer er ist.
- Wenn dem Disputierenden eine Frage gestellt wird, darf er den Fragenden nicht unterbrechen, ganz gleich, ob die Frage richtig oder in sich widersprüchlich (muḥāl) ist. Auch den Antwortenden muss er aussprechen lassen, selbst wenn seine Antwort unverständlich ist. Wenn der Gegner die eigene Rede unterbricht, soll er ihn ermahnen, es ihm aber durchgehen lassen.
- Der Disputierende muss sich seinem Gegner mit dem Gesicht zuwenden. Wenn der Gegner sich von ihm mit dem Gesicht abwendet, soll er ihn ein oder zwei Mal ermahnen. Wenn er dann sein Verhalten nicht ändert, soll er das Streitgespräch mit ihm beenden.[43]

Ibn ʿAqīl nennt in seinem Kitāb al-Ǧadal noch verschiedene andere Regeln, so zum Beispiel die Präzision bei Frage und Antwort, das Ausredenlassen des Gegners, dass man nicht willkürlich von einem Gesprächsthema zum nächsten springt, dass man sich die Worte, die gesprochen wurden, in der richtigen Weise merkt, damit man dem Gegner nichts Falsches unterstellt, und dass man nicht schwatzt, während der Gegner gerade dran ist, weil man sich sonst verhält wie die Ungläubigen in Sure 41:26: „Und die ungläubig sind, sprechen: 'Hört diesem Vortrag nicht zu, sondern schwatzt dabei! Vielleicht tragt ihr ja den Sieg davon.'“
Eine Besonderheit in Ibn ʿAqīls Werk ist, dass er auch Voraussetzungen dafür nennt, dass ein Streitgespräch als Dschadal bezeichnet werden kann. Hierzu gehört, dass beide Parteien, die an der Disputation teilnehmen, gleichrangig sein müssen, weil eine Person, die nicht gleichrangig ist, sonst als Ratsuchender (mustaršid) bzw. Fragender (sāʾil) einzuordnen ist. Die Gleichheit der beiden Disputanten muss sich seiner Auffassung nach auch auf ihre Sicherheit und ihren Gesundheitszustand erstrecken. Wenn ein Gesprächspartner durch Furcht oder Ehrfurcht beengt sei, während der andere sich aufgrund seiner Situation gehen lassen könne, handele es sich nicht um Dschadal.